# 腾格尔蛙
腾格尔蛙（学名：Pelophylax tenggerensis）为蛙科侧褶蛙属的两栖动物，是中国的特有物种。分布于宁夏等地，常见于河边池塘。该物种的模式产地在宁夏沙坡头。
2022年中国研究人员根据形态学和分子系统发育的综合证据，将黑斑侧褶蛙蒙古亚种（Pelophylax nigromaculata mongolia）提升为独立种即蒙侧褶蛙（Pelophylax mongolicus），将本种视为蒙侧褶蛙的次订同物异名。